# Phrissomorimus brunneus
Phrissomorimus brunneus är en skalbaggsart som beskrevs av Stefan von Breuning 1943. Phrissomorimus brunneus ingår i släktet Phrissomorimus och familjen långhorningar.
Artens utbredningsområde är Burma. Inga underarter finns listade i Catalogue of Life.